# 274 Филагорија
274 Филагорија (енгл. 274 Philagoria) је астероид главног астероидног појаса. Приближан пречник астероида је 26,57 km,
а средња удаљеност астероида од Сунца износи 3,042 астрономских јединица (АЈ).
Инклинација (нагиб) орбите у односу на раван еклиптике је 3,681 степени, а орбитални период износи 1938,260 дана (5,306 година). Ексцентрицитет орбите астероида износи 0,124.
Апсолутна магнитуда астероида износи 10,10 а геометријски албедо 0,228.
Астероид је откривен 3. априла 1888. године.